# ادا بیورکویستوتیر
اِدا بیورکویستوتیر (ایسلندی: Edda Björgvinsdóttir؛ ۱۳ سپتامبر ۱۹۵۲) بازیگر، کمدین، کارگردان فیلم، نویسنده و سخنران انگیزشی اهل ایسلند است.
از فیلم‌ها یا مجموعه‌های تلویزیونی که وی در آن‌ها نقش داشته است می‌توان به «دراماراما» (۲۰۰۱) اشاره نمود.